# Dov Gabbay
Dov M. Gabbay (* 23. Oktober 1945) ist ein Logiker und emeritierter Hochschullehrer des King’s College London. Gabbay befasst sich insbesondere mit Logik, Informatik und künstlicher Intelligenz.
Der Logiker begann seine wissenschaftliche Laufbahn an der Hebrew University of Jerusalem (1968–1970). 1970 wurde er auf eine Assistenzprofessur für Philosophie an die Stanford University berufen. Er wechselte 1975 als assoziierter Professor an die Bar-Ilan University, an der man ihn 1977 auf eine Professur für Logik berief. Im Jahr 1983 nahm er einen Ruf auf einen Lehrstuhl für Informatik am Imperial College in London an. Seit 1998 sitzt Gabbay auf dem Augustus-De-Morgan-Lehrstuhl für Logik am King’s College in London.
Dov M. Gabbay hat über 400 wissenschaftliche Beiträge publiziert, beispielsweise das Separationstheorem. Er ist Herausgeber mehrerer peer-reviewter Journale sowie von über 50 Handbüchern zur Logik und deren Anwendungsgebieten in der Informatik, insbesondere der künstlichen Intelligenz. Zudem sitzt er mehreren Fachkonferenzen und -organisationen vor, z. B. der European Foundation of Logic Language and Information, und ist einer der Mitbegründer der International Federation of Computational Logic.

## Schriften (Auswahl)
- Model Theory for Intuitionistic logic. In: Zeitschrift für Mathematische Logik und Grundlagen der Mathematik. Band 18, Nr. 4/6, 1972, S. 49–54, doi:10.1002/malq.19720180402.
- Investigations in Modal and Tense Logics with Applications to Problems in Philosophy and Linguistics (= Synthese Library. 92). D. Reidel, Dordrecht u. a. 1976, ISBN 90-277-0656-5.
- mit Artur S. d’Avila Garcez, Krysia B. Broda: Neural-Symbolic Learning Systems. Foundations and Applications, Springer, London u. a. 2002, ISBN 1-85233-512-2.
- mit Agi Kurucz, Frank Wolter, Michael Zakharyaschev: Many Dimensional Modal Logics (= Studies in Logic and the Foundations of Mathematics. 148). Elsevier North Holland, Amsterdam u. a. 2003, ISBN 0-444-50826-0.